# Übersetzer
Ein Übersetzer ist jemand, der (in Ausübung seines Berufes) Texte aus einer Sprache in eine andere (i. d. R. aus Fremd- in die Muttersprache oder umgekehrt) schriftlich überträgt.
Siehe auch

## Deutschland
Übersetzer ist in Deutschland im Gegensatz zu Berufsbezeichnungen wie Arzt oder Notar keine geschützte Berufsbezeichnung. Um die Richtigkeit von Übersetzungen bescheinigen zu können, müssen Übersetzer über eine amtliche Zulassung als beeidigter, öffentlich bestellter oder ermächtigter Übersetzer verfügen (die Bezeichnungen variieren je nach Bundesländern). Teilweise muss zum Nachweis der fachlichen Eignung eine Prüfung zum Staatlich geprüften Übersetzer abgelegt werden.

### Hochschulabschlüsse
Übersetzen kann in Deutschland an verschiedenen Universitäten und Fachhochschulen studiert werden. Vor dem Bologna-Prozess gab es unter anderem die Studiengänge Diplom-Übersetzer und Diplom-Fachübersetzer. Der Abschluss eines Akademisch geprüften Übersetzers konnte damals zum Beispiel in Germersheim im Fachbereich Angewandte Sprach- und Kulturwissenschaft (FASK) der Universität Mainz (seit 2009 Fachbereich Translations-, Sprach- und Kulturwissenschaft, FTSK) sowie an der Universität Heidelberg erworben werden.
Heute gibt es Bachelor- und Master-Studiengänge mit unterschiedlichen Bezeichnungen (Translatologie, Translationswissenschaft, Übersetzungswissenschaft) beispielsweise in Germersheim (FTSK), oder an der Universität Leipzig. Für den Bereich der Literaturübersetzung existieren drei Studiengänge: An der Heinrich-Heine-Universität Düsseldorf gibt es seit 1987 den Studiengang Literaturübersetzen, der im Wintersemester 2008/2009 von einem Diplom- in einen zulassungsfreien Master-Studiengang überführt wurde. Als fachübergreifenden Aufbaustudiengang für Geistes- und Sprachwissenschaftler bietet auch die Ludwig-Maximilians-Universität München ein einjähriges Studium zum Masterabschluss Literarisches Übersetzen in den Sprachen Englisch, Französisch, Italienisch, Russisch und Spanisch an. Zum Wintersemester 2022/2023 wurde an der Friedrich-Schiller-Universität Jena der Masterstudiengang „Literarisches Übersetzen in Theorie und Praxis“ für acht Fremdsprachen eingerichtet.

### Aus- und Weiterbildungsabschlüsse
Die Ausbildung zum Übersetzer schließt mit einer seit 2004 bundesweit einheitlich geregelten staatlichen Übersetzerprüfung ab. Die Bezeichnung des Abschlusses lautet Staatlich geprüfter Übersetzer. Quereinsteiger können diesen Abschluss beim Nachweis gehobener fachlicher und fremdsprachlicher Kenntnisse und übersetzungsmethodischer Fertigkeiten auch unabhängig von einem bestimmten Ausbildungsgang erwerben. Zulassungsvoraussetzung ist eine mehrjährige Fremdsprachenausbildung oder einschlägige Berufstätigkeit als Übersetzer.
Ferner können kaufmännische Fachkräfte eine berufliche Weiterbildung nach dem Berufsbildungsgesetz zum Geprüften Übersetzer absolvieren, deren Prüfung ebenfalls bundesweit einheitlich geregelt ist. Voraussetzung für diese Weiterbildungsprüfung ist im Regelfall eine erfolgreich bestandene Abschlussprüfung in einem anerkannten kaufmännischen Ausbildungsberuf und danach eine einschlägige Berufstätigkeit. Zudem wird der Nachweis gehobener wirtschaftsbezogener und gehobener fremdsprachlicher Kenntnisse und übersetzungsmethodischer Fertigkeiten verlangt. In Bayern finden die Bildungsgänge mit dem Ausbildungsziel Staatlich geprüfter Übersetzer und Dolmetscher an speziellen Fachakademien statt, von denen es Stand 2016 acht gab.

## Österreich
In Österreich existieren drei Studiengänge für Übersetzer und Dolmetscher: am Zentrum für Translationswissenschaft der Universität Wien, am Institut für Theoretische und Angewandte Translationswissenschaft (ITAT) der Karl-Franzens-Universität Graz sowie am Institut für Translationswissenschaft (INTRAWI) der Leopold-Franzens-Universität Innsbruck.

## Schweiz
In der Schweiz ist die Ausbildung zum Dipl. Übersetzer/-in HF an höheren Fachschulen möglich. Eine akademische Ausbildung (B.A. bzw. M.A.) zum Übersetzer wird an der Fakultät für Übersetzen und Dolmetschen der Universität Genf und an der Zürcher Hochschule für Angewandte Wissenschaften angeboten.

## Spezialisierungen
Fachübersetzer spezialisieren sich auf eine oder mehrere Textsorten bestimmter Fachgebiete in bestimmten Sprachen, z. B. im Handels- oder Finanzwesen, in der Medizin oder Pharmakologie, in einem technischen Bereich oder im Rechtswesen. Fachübersetzungen machen den mit Abstand größten Anteil des Übersetzungsmarktes aus. Zu den Fachübersetzern zählen auch die Urkundenübersetzer. Diese erstellen Übersetzungen von Gerichtsurteilen, Zeugnissen, amtlichen Dokumenten, notariellen Verträgen und sonstigen Urkunden. Urkundenübersetzer werden in Deutschland häufig durch ein Landgericht öffentlich bestellt und beeidigt oder ermächtigt. Im Falle einer solchen Ermächtigung können sie die Richtigkeit von Übersetzungen bestätigen. Diese umgangssprachlich „beglaubigt“ genannten Übersetzungen werden als Beweisurkunden vor Behörden und Gerichten, beispielsweise bei der Heirat eines Ausländers, benötigt.
Eine weitere Untergruppe der Fachübersetzer sind die Software-Lokalisierer. Sie passen Software, teilweise auch Online-Hilfen und Handbücher, an einen regionalen Markt an. Dabei wird nicht nur der Textanteil der Software übersetzt, sondern es werden auch andere Anpassungen vorgenommen. So können beispielsweise Datumsangaben, Schreibrichtung oder das Verständnis für Farben und Symbole von Kulturregion zu Kulturregion variieren. Will der Software-Hersteller einen neuen Markt optimal erschließen, so muss sein Produkt lokalisiert werden.
Terminologen erstellen und pflegen ein- oder mehrsprachige Terminologiedatenbanken vor allem bei großen Unternehmen, bei Behörden und Fachorganisationen. Eine Terminologiedatenbank enthält alle für die Arbeit eines Unternehmens oder einer Behörde notwendigen und spezifischen Fachbegriffe mit Definitionen und weiteren Angaben, z. B. fremdsprachlichen Entsprechungen. Diese Datenbanken sind ein wichtiger Baustein für die computerunterstützte Übersetzung.
Literaturübersetzer übertragen Literatur, z. B. Romane, Gedichte oder Comics, aber auch Sachbücher oder Zeitschriftenartikel in eine andere Sprache. Literarische Übersetzungen unterliegen in gleicher Weise wie der ursprüngliche Text dem Urheberrecht und sind somit urheberrechtlich geschützt.

## Erforderliche Kompetenzen
Übersetzer und Dolmetscher müssen nicht nur die jeweiligen Fremdsprachen sehr gut beherrschen, sondern unter Umständen auch Kultur und Geschichte der betreffenden Länder kennen und verstehen und über ein ausgeprägtes Gespür für die jeweils typischen Kommunikationsmuster und -techniken verfügen. Von ganz entscheidender Bedeutung ist ferner eine überdurchschnittlich gute Beherrschung der eigenen Muttersprache, da in der Regel in die Muttersprache übersetzt wird. Daneben ist je nach Fachgebiet weiteres sachbezogenes, auch landes- oder sprachspezifisches Fachwissen sowie Wissen über die jeweiligen Textsorten unerlässlich.
Professionelle Übersetzer bieten manchmal eine Beratung für das Erstellen von Ausgangstexten an, um so spätere Übertragungsprobleme gewissermaßen „an der Quelle“ auszuschalten (übersetzungsgerechtes Schreiben). So wird Autoren von Gebrauchstexten, die von vornherein zur Übersetzung bestimmt sind, beispielsweise empfohlen, möglichst klar und allgemeinverständlich zu formulieren, nur klar definierte Fachwörter und Abkürzungen zu verwenden und keine missverständlichen, mehrdeutigen oder nur für Eingeweihte nachvollziehbaren Formulierungen zu wählen.
Speziell für Gebrauchstexte kommen zunehmend Softwareprodukte zur computerunterstützten Übersetzung zum Einsatz, die eine Terminologiedatenbank enthalten und Vorteile sowohl in qualitativer Hinsicht als auch im Hinblick auf Kosten und Lieferzeit bieten.
Die Tätigkeit der Literaturübersetzer ist sehr anspruchsvoll und wird mitunter wenig beachtet, obwohl sie für den Literaturbetrieb fundamental wichtig ist: Fremdsprachige Literatur bleibt ohne Übersetzer für die Mehrheit der internationalen Leser unzugänglich. Eine Würdigung dieses Berufs stammt von Maurice Blanchot:

„Sollte man zu Recht oder zu Unrecht weiterhin sagen: hier sind die Dichter, da die Romanautoren, ganz zu schweigen von den Kritikern, die allesamt für den Sinn der Literatur verantwortlich sind, so muss man zugleich die Übersetzer als Schriftsteller der rarsten und wirklich unvergleichlichsten Art hinzuzählen.“

Zu einem Zeitschriftenprojekt schreibt derselbe Autor:

„[Wichtiger als die] Wahl der Autoren und deren Affinität untereinander ist […] der Übersetzer, der auf gewisse Weise der ,eigentliche Schriftsteller der Zeitschrift’ sein wird. Als Fährmann zwischen den Gestaden ist sein Bewusstsein dafür geschärft, dass sich eine Sprache nie restlos in eine andere übertragen lässt. Er wohnt in einer Art ,Zwischen’, einem Raum des Übergangs, der zugleich einer des Abstandes ist, der es unmöglich werden lässt, eine einheitliche Pfingstsprache zu sprechen. Denn jede Sprache besitzt ihre eigene Zeitlichkeit: Wie lässt sich in einer Übersetzung dieser Unterschied in den historischen Ebenen beibehalten? Dazu kommt das Problem der Dialekte: die deutsche Literatursprache und insbesondere die Poesie greift oft auf die Dialektsprache zurück; nun ist, wie mir scheint, das Problem, wie Dialekte zu übersetzen seien, niemals gänzlich gelöst worden (Ebenso glaube ich, dass die italienische Sprache nicht so einheitlich ist wie das Französische).“